# Obelisco (kulle)
Obelisco är en kulle i Antarktis. Den ligger i Västantarktis. Argentina, Chile och Storbritannien gör anspråk på området. Toppen på Obelisco är 169 meter över havet.
Terrängen runt Obelisco är kuperad åt nordväst, men åt sydost är den platt. Havet är nära Obelisco åt sydväst. Trakten är obefolkad. Det finns inga samhällen i närheten.